# Dries Heyneman
Dries Heyneman (Blankenberge, 26 maart 1979) is van opleiding bedrijfspsycholoog, maar is vooral gekend als Vlaams comedian, scenarist en acteur. 

## Podium
Begin jaren 2000 vormde hij samen met Tim Goditiabois het cabaretduo Ter Bescherming van de Jeugd. In 2002 stonden ze in de halve finale van Cameretten en in 2007 behaalde Ter Bescherming van de Jeugd zowel de publieks- als juryprijs van Cabareteske in Eindhoven. In februari 2008 won de groep wederom de publieks- en juryprijs, ditmaal van het Leids Cabaret Festival en het Utrechts Cabaret Festival. In 2015 debuteerde Heyneman met zijn eerste solo comedyshow 'Jenny', in 2018 breidde hij een vervolg aan die solocarrière met de zaalshow 'Uit respect voor de buren'. In 2023 plant Heyneman een herneming van 'Uit respect voor de buren' langs de Vlaamse theaters.
Daarnaast assisteert Heyneman regelmatig bevriende comedians met de regie van hun stand-up comedyshows. Op die manier schreef Heyneman het voorbije decennium al samen met o.a. Han Solo, Piv Huvluv, Piet De Praitere, Freddy De Vadder, Begijn Le Bleu en Hans Cools.  

## Televisie, film & fictie
Heyneman groeide uit tot een gerenommeerd Vlaams scenarioschrijver en acteur. Debuteren deed hij in 2012 als redactielid van het humorprogramma Superstaar met Gunter Lamoot. Daarna werkte hij samen met Bart Vanneste (Freddy De Vadder) en Wannes Cappelle aan zijn eerste eigen fictiereeks, Bevergem (geregisseerd door Gilles Coulier) was voor het eerste te zien op Canvas in 2015. In diezelfde televisiereeks vertolkte hij ook de rol van Kurt Bury. In 2016 werd de serie bekroond met drie prijzen tijdens De Vlaamse Televisiesterren. 
In 2021 werkte hij samen met Zouzou Ben Chikha en Wannes Cappelle aan het scenario voor de fictiereeks Grond (bekroond met drie Ensors). De regie was in handen van Adil El Arbi en Bilall Fallah. Heyneman speelde zelf ook mee in de reeks als Mario, de eigenaar van het fitness-center en huurbaas van het hoofdpersonage Smile. 
Naast scenarioschrijver is Heyneman ook vaak te zien op tv als acteur. In 2016 nam hij de rol van Alain Pieters op zich in de fictiereeks De 16. Sinds 2022 vertolkt hij in de Eén-serie Chantal (regie door Jeroen Dumoulein) op zondagavond de rol van de Sheriff. Hij vormt de tegenspeler voor het hoofdpersonage Chantal Vantomme, gespeeld door Maaike Cafmeyer.

### Andere rollen
- Neveneffecten (2008)
- Vele hemels boven de zevende (2017)
- It's showtime (2017)
- Over Water (2018)
- The Best of Dorien B. (2019)
- Undercover 2 (2020)
- Beau Séjour 2 (2021)
- Nonkels (2022)
- Chantal (2022)
- Juliet (2024)